# 甘肃梅花草
甘肃梅花草（学名：Parnassia gansuensis）为卫矛科梅花草属下的一个种。其种加词gansuensis，意为“甘肃的”。